# Street (album của EXID)
Street là album phòng thu đầu tiên của nhóm nhạc nữ Hàn Quốc EXID, được phát hành trực tuyến và tại các cửa hàng vào ngày 1 tháng 6 năm 2016. Album gồm có 13 bài hát với bài hát chủ đề "L.I.E".

## Bối cảnh và phát hành
Ngày 19 tháng 4 năm 2016, BANANA Culture thông báo rằng EXID sẽ trở lại vào tuần đầu tiên của tháng 6 với album phòng thu đầu tay mang tên "Street".
Như những sản phẩm trước đó, thành viên LE cũng tham gia vào việc viết lời, sáng tác và sản xuất một số bài hát trong album, trong đó có ca khúc chủ đề "L.I.E". Ngày 1 tháng 6 năm 2016, album "Street" và video âm nhạc của ca khúc chủ đề chính thức được phát hành.

## Quảng bá
Ngày 1 tháng 6 năm 2016, EXID đã tổ chức một showcase giới thiệu album tại Cheongdam-dong, Gangnam, Seoul, Hàn Quốc và bắt đầu quảng bá bài hát "L.I.E" trên các chương trình âm nhạc cho đến hết ngày 5 tháng 7. Song song với ca khúc chủ đề, nhóm còn biểu diễn bài hát "Will You Take Me" tại một số chương trình âm nhạc. Nhóm giành được chiến thắng đầu tiên cho "L.I.E" trên Show Champion của đài MBC phát sóng ngày 8 tháng 6.

## Video âm nhạc
Video âm nhạc của bài hát chủ đề "L.I.E" được lấy cảm hứng từ bộ phim The Grand Budapest Hotel của đạo diễn Wes Anderson công chiếu năm 2014. Trong MV, các thành viên của EXID hóa thân thành những nữ nhân viên phục vụ khách sạn với bộ đồng phục màu tím, theo dõi tên bạn trai đi vào khác sạn của họ cùng với một người con gái khác.

## Danh sách bài hát
| STT | Nhan đề                                               | Phổ lời                                           | Phổ nhạc                                        | Sắp xếp          | Thời lượng |
| --- | ----------------------------------------------------- | ------------------------------------------------- | ----------------------------------------------- | ---------------- | ---------- |
| 1.  | "Will You Take Me" (데려다줄래)                       | LE                                                | LE                                              | Shinsadong Tiger | 3:13       |
| 2.  | "L.I.E" (엘라이)                                      | Shinsadong Tiger, Beominangi, LE                  | Shinsadong Tiger, Beominangi, LE                | Shinsadong Tiger | 3:31       |
| 3.  | "I Know" (알면서)                                     | Beominangi, LE                                    | Beominangi, LE                                  |                  | 3:15       |
| 4.  | "Hello" (Hani solo)                                   | Monster Factory, EJAE                             | Monster Factory, EJAE, Made By, Park Kyung Hyun | Made By          | 3:10       |
| 5.  | "Cream"                                               | LE                                                | Shinsadong Tiger, LE                            | Shinsadong Tiger | 3:13       |
| 6.  | "3%" (Solji solo)                                     | JQ, Makeumine Works                               | Book Geuk Gom                                   | Book Geuk Gom    | 3:38       |
| 7.  | "Only One"                                            | LE                                                | Shinsadong Tiger, Sleep Well                    | Shinsadong Tiger | 3:53       |
| 8.  | "Of Course" (당연해)                                  | LE                                                | Beom-inang-i, LE                                | Beom-inang-i     | 3:32       |
| 9.  | "Yum Yum Chomp Chomp" (냠냠쩝쩝; Jung Hwa & Hyerin)   | Shinsadong Tiger                                  | Shinsadong Tiger                                | Shinsadong Tiger | 3:18       |
| 10. | "Summer, Fall, Winter, Spring" (여름, 가을, 겨울, 봄) | Monster Factory, Samuel Ku, LE                    | Monster Factory, Samuel Ku                      | Monster Factory  | 3:46       |
| 11. | "Good"                                                | LE, IL                                            | LE, IL                                          | IL               | 3:24       |
| 12. | "Hot Pink" (Remix)                                    | Shinsadong Tiger, Beominangi, LE, Monster Factory | Shinsadong Tiger, Beominangi, LE, 어퍼껏, LEONA | Beominangi       | 2:55       |
| 13. | "L.I.E" (Jannabi Mix)                                 | Shinsadong Tiger, Beominagi, LE                   | Shinsadong Tiger, Beominangi, LE                | Shinsadong Tiger | 2:57       |

## Bảng xếp hạng
| Bảng xếp hạng               | Thứ hạng cao nhất |
| --------------------------- | ----------------- |
| Album Hàn Quốc (Gaon)       | 2                 |
| US World Albums (Billboard) | 9                 |

| Bảng xếp hạng         | Thứ hạng cao nhất |
| --------------------- | ----------------- |
| Album Hàn Quốc (Gaon) | 7                 |

| Bảng xếp hạng         | Thứ hạng cao nhất |
| --------------------- | ----------------- |
| Album Hàn Quốc (Gaon) | TBA               |

| Nhà cung cấp (2016)  | Số lượng |
| -------------------- | -------- |
| Doanh số vật lý Gaon | 18,960   |